# Акваніти
Аквані́ти (рос. акваниты, англ. aquanites; нім. Aquanite) — аміачно-селітряні вибухові речовини пластичної консистенції. Містять 4-10% води. Акваніт АВЗ-8Н виготовляється за емульсійною технологією і випускається у вигляді гранул, водопоєднується і пластифікується при пневмозаряджанні. Призначений для застосування в підземних умовах.